# Hydromanicus jacobsoni
Hydromanicus jacobsoni är en nattsländeart som beskrevs av Georg Ulmer 1930. Hydromanicus jacobsoni ingår i släktet Hydromanicus och familjen ryssjenattsländor. Inga underarter finns listade i Catalogue of Life.